# Llista de monuments de les Terres de l'Ebre
Llista de monuments de les Terres de l'Ebre inclosos en l'Inventari del Patrimoni Arquitectònic Català per l'àmbit territorial de les Terres de l'Ebre. Inclou els inscrits en el Registre de Béns Culturals d'Interès Nacional (BCIN) amb una classificació arquitectònica, els Béns Culturals d'Interès Local (BCIL) immobles i la resta de béns arquitectònics integrants del patrimoni cultural català.
L'any 2009, les Terres de l'Ebre comptava amb 140 béns culturals d'interès nacional, entre ells 119 monuments històrics, 2 conjunts històrics i 1 lloc històric, a més de les zones arqueològiques i paleontològiques. Són conjunts o llocs històrics els nuclis antics de Corbera d'Ebre, Horta de Sant Joan i Tortosa.
Les llistes estan dividides per comarques, desglossades en llistes municipals en els casos més estesos:
- Llista de monuments del Baix Ebre
  - Llista de monuments de Tortosa (ciutat)
  - Llista de monuments de Tortosa (nuclis)
- Llista de monuments del Montsià
  - Llista de monuments d'Amposta
  - Llista de monuments de la Sénia
  - Llista de monuments d'Ulldecona
- Llista de monuments de la Ribera d'Ebre
  - Llista de monuments d'Ascó
- Llista de monuments de la Terra Alta
  - Llista de monuments de la Fatarella
  - Llista de monuments d'Horta de Sant Joan

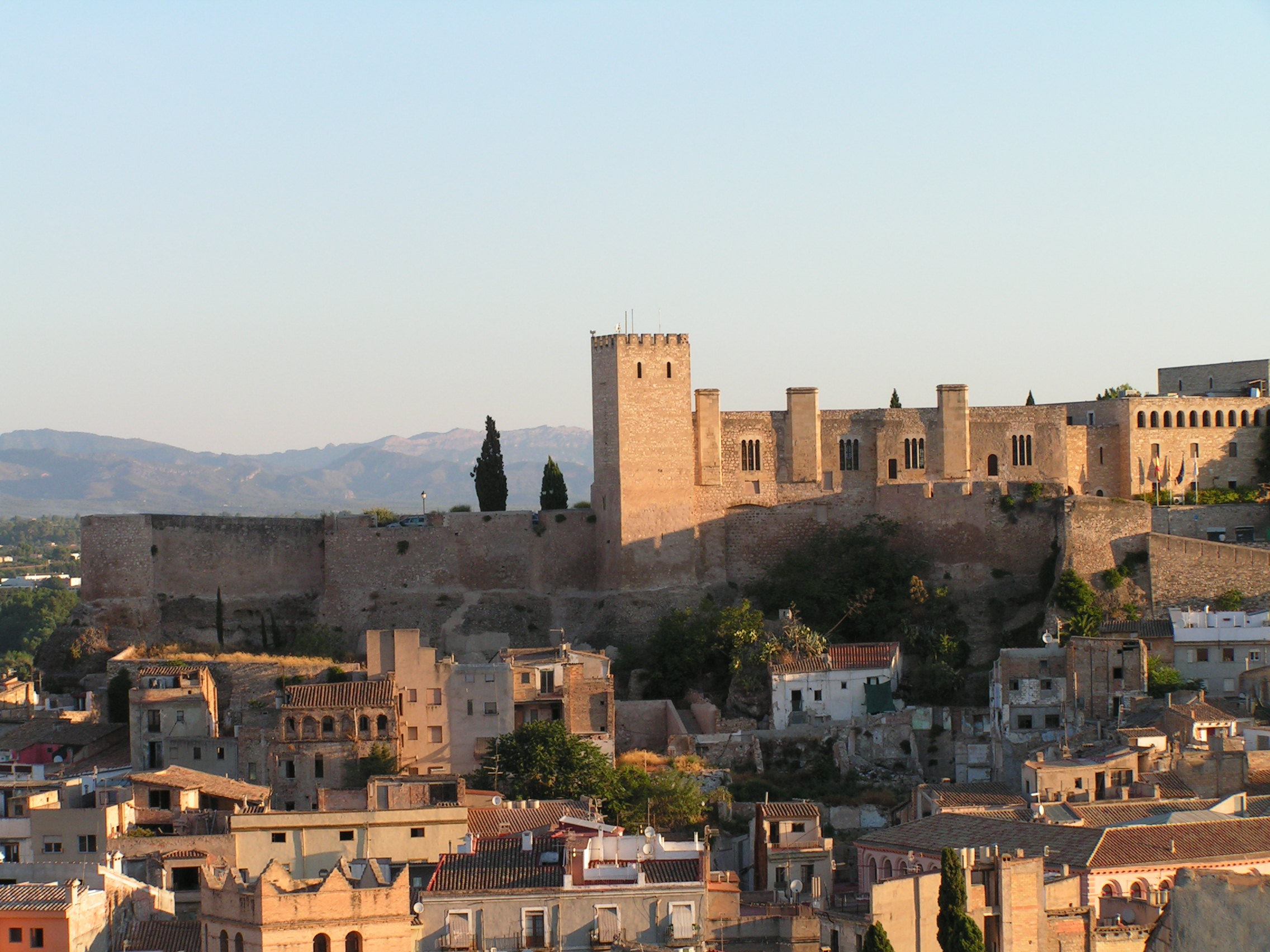
Suda de Tortosa
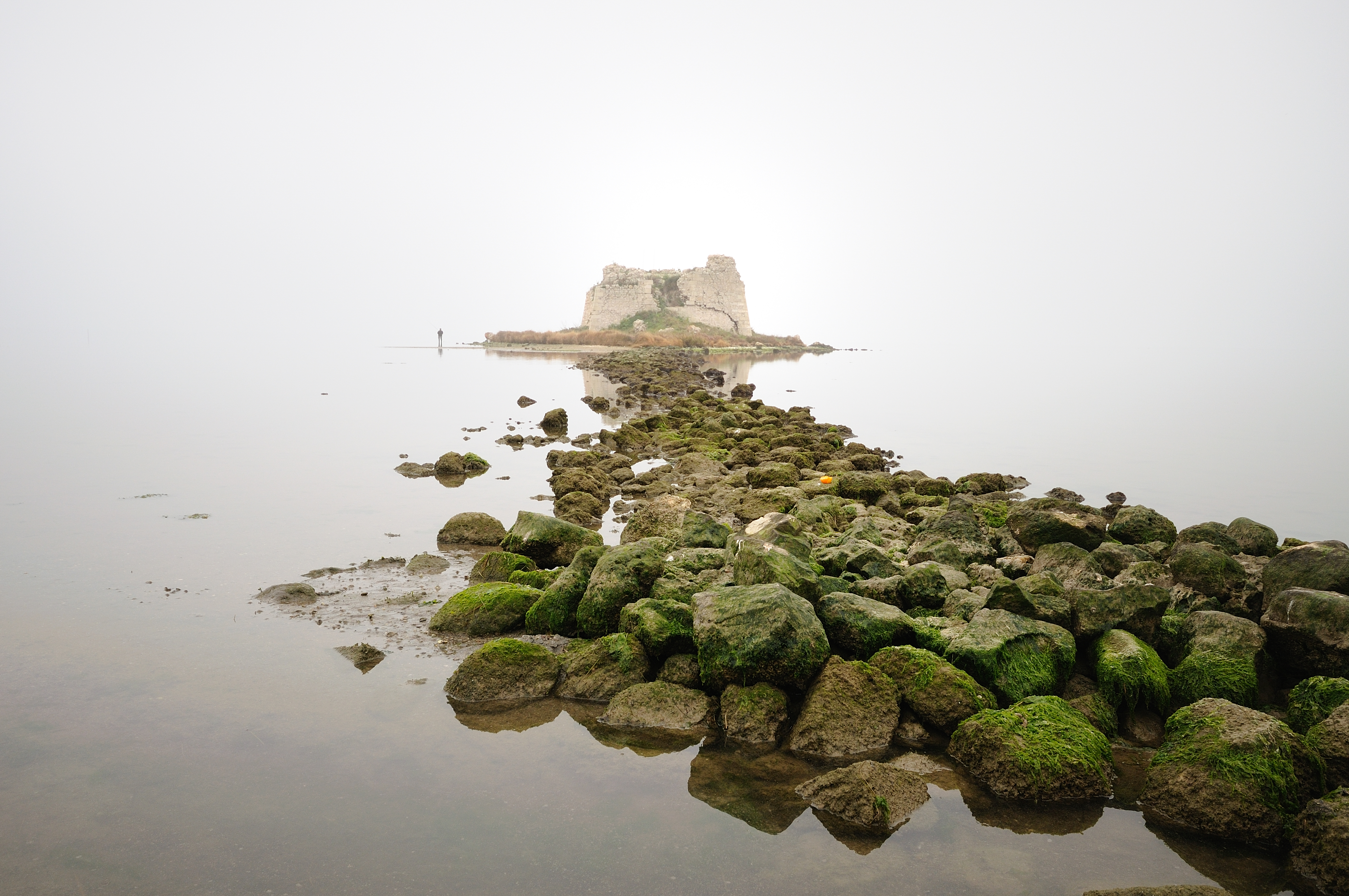
Torre de Sant Joan
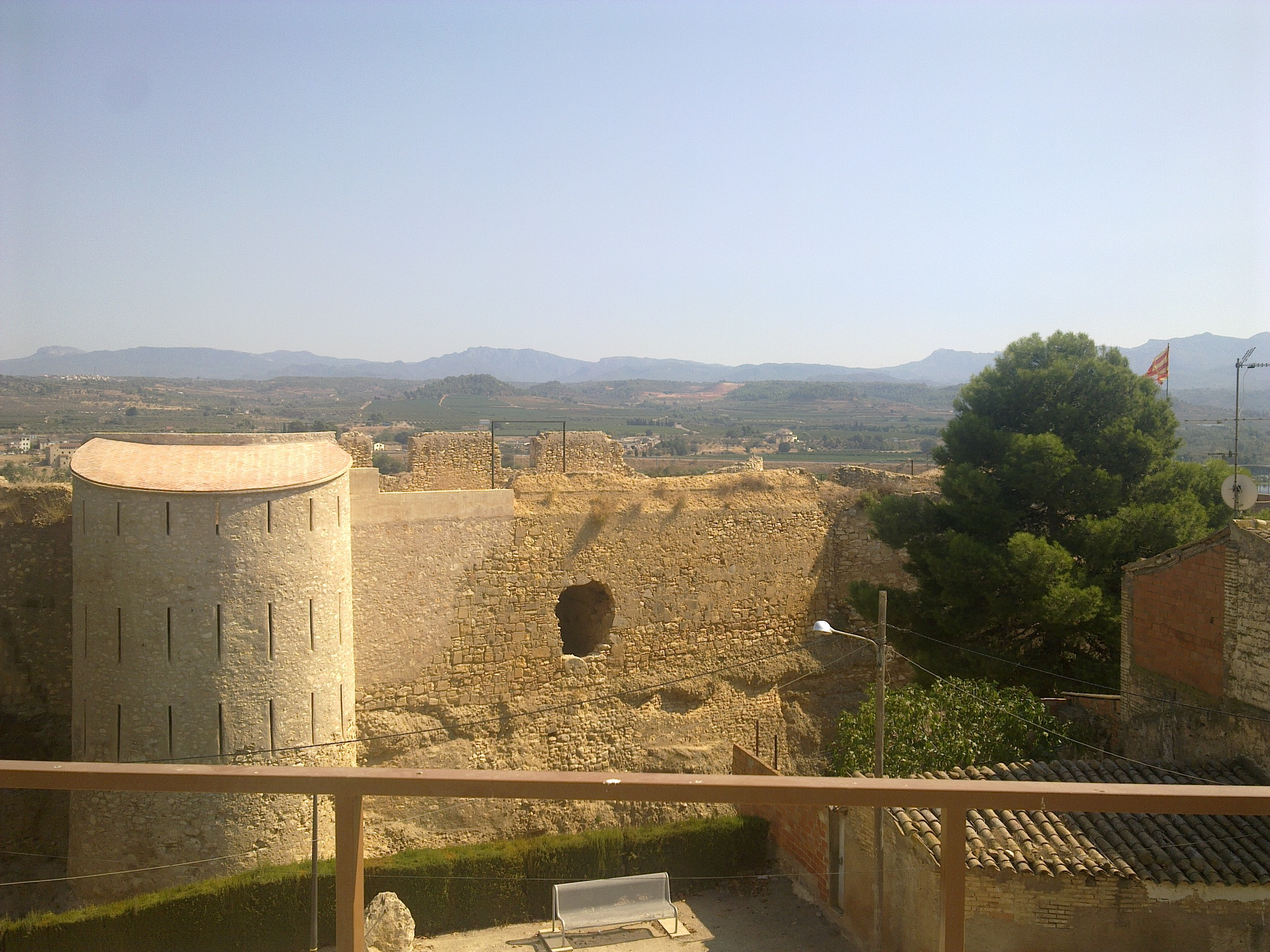
Castell de Móra
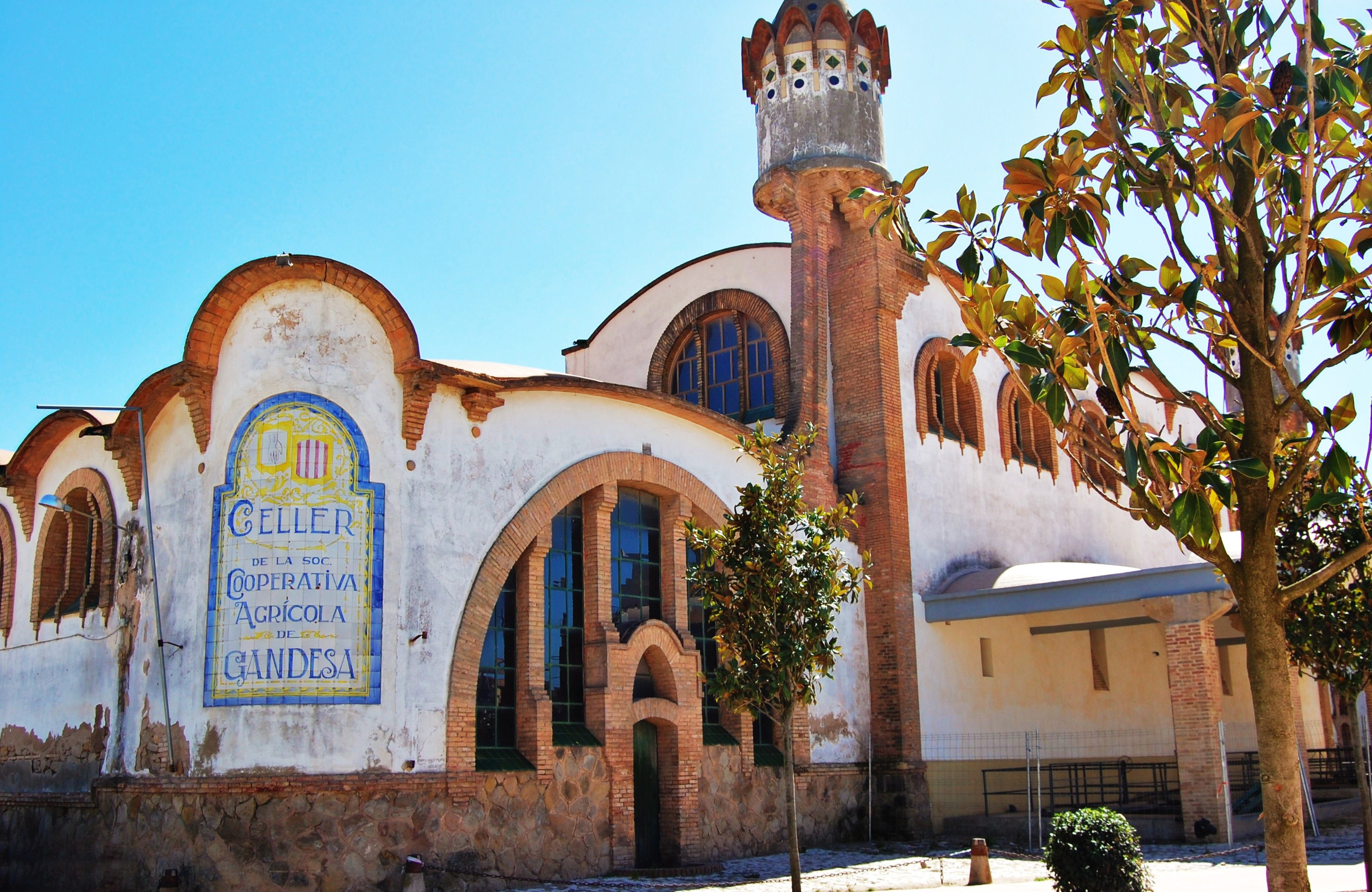
Celler Cooperatiu de Gandesa